# Rhopalomyia alticola
Rhopalomyia alticola är en tvåvingeart som först beskrevs av Cockerell 1890.  Rhopalomyia alticola ingår i släktet Rhopalomyia och familjen gallmyggor.
Artens utbredningsområde är Colorado. Inga underarter finns listade i Catalogue of Life.